# Phyllotreta rufitarsis
Phyllotreta rufitarsis es una especie de insecto coleóptero de la familia Chrysomelidae. Fue descrita científicamente en 1859 por Allard.